# Astyanacinus moorii
Espèce
Synonymes
- Tetragonopterus moorii Boulenger, 1892

Astyanacinus moorii est une espèce de poissons de la famille des Characidae.

## Description
Ce poisson mesure jusqu'à 10 cm de longueur.

## Répartition
Cette espèce vit en Amérique du Sud, dans la rivière Río Paraguay.